# Florida Keys Keynoter
Le Florida Keys Keynoter est un journal bi-hebdomadaire américain publié à Marathon, en Floride, depuis 1953.